# Michael Brisker
Michael Mor Brisker (in ebraico מייקל מור בריסקר‎?; Ra'anana, 21 febbraio 1998) è un cestista israeliano con cittadinanza statunitense.
È il figlio dell'ex cestista Mark Brisker.